# سوفیا هایدن
سوفیا هیدن (۱۷ اکتبر ۱۸۶۸ – ۳ فوریه ۱۹۵۳) معمار آمریکایی و اولین زن فارغ‌التحصیل برنامه چهار ساله در معماری در مؤسسه فناوری ماساچوست بود.

## زندگی

### اوایل زندگی
سوفیا گرگوریا هایدن در سانتیاگو، شیلی به دنیا آمد. مادرش الزنا فرناندز اهل شیلی و پدرش جورج هنری هایدن دندانپزشک آمریکایی اهل بوستون بود. هیدن یک خواهر و دو برادر داشت. زمانی که شش ساله بود، به جامائیکا پلین، حومه بوستون فرستاده شد تا با پدربزرگ و مادربزرگ پدری‌اش، جورج و سوفیا هیدن زندگی کند و در مدرسه هیلساید تحصیل کند. هنگام تحصیل در دبیرستان وست راکسبری (۱۸۸۳–۱۸۸۶) او به معماری علاقه پیدا کرد. پس از فارغ‌التحصیلی، خانواده هایدن به ریچموند، ویرجینیا نقل مکان کردند، اما او برای کالج به بوستون بازگشت. او در سال  ۱۸۹۰ با مدرک معماری از مؤسسه فناوری ماساچوست فارغ‌التحصیل شد.